# Національний парк Матува Куррара Куррара
25°50′40″ пд. ш. 121°40′50″ сх. д. / 25.844444444444° пд. ш. 121.68055555556° сх. д.
Національний парк Матува Куррара Куррара — національний парк у регіоні Голдфілдс-Есперанс Західної Австралії, за 160 км (99 миль) на схід від Вілуни. Національний парк площею 609 300 гектарів (1 506 000 акрів) був створений у травні 2023 року, поряд із природним заповідником озеро Карнегі на схід від нього, який розташований навколо озера Карнегі, важливого водно-болотного угіддя. Національний парк розташований на південь від Малої Піщаної пустелі.

## Огляд
Національний парк розташований на традиційній землі народу Марту, а аборигенська корпорація Тарлка Матува Піарку спільно управляє національним парком і природним заповідником з Департаментом біорізноманіття, охорони та атракцій. Аборигенська корпорація Тарлка Матува Піарку також володіє правом корінного населення на територію навколо Вілуни. Основною причиною поділу природоохоронної території на національний парк і природний заповідник був розвиток національного парку для туризму, але не природного заповідника, який містить багато місць, священних для народу марту.
Земля Національного парку Матува Куррара Куррара раніше належала двом пасторальним орендарям — скотарським станціям Лорна Глен та Ірахіді, але у 2000 році була придбана урядом Західної Австралії, а згодом у 2012 році оголошена заповідною територією корінних народів. Назва національного парку походить від корінних назв колишніх худобо-станцій: Матува (назва сусіднього водопою) для Лорна-Глен та Куррара (Курара) для Ірахіді, за назвою акації, поширеної в цій місцевості.
У межах національного парку розташована обгороджена територія площею 2000 гектарів (4900 акрів), яка використовується для розведення зникаючих сумчастих з метою захисту їх від диких інтродукованих тварин, таких як коти та собаки. Місцевих диких тварин випускають звідти як на територію національного парку, так і відправляють до східних штатів Австралії. Серед тварин, зібраних рейнджерами народу марту в національному парку, є мульгара, майже критично зникаюча місцева тварина, яка все ще процвітає в Національному парку Матува Куррара Куррара. Згодом мульгарів переселяють на острів Дірк-Гартог, де вони вимерли через завезення туди диких тварин.